# アイスランディック航空001便墜落事故
アイスランディック航空001便墜落事故（英: Icelandic Airlines Flight 001）とは、1978年11月15日にチャータ便のロフトレイディルHFLL001便がスリランカ・コロンボにある国際空港へアプローチ中に滑走路の手前に墜落した事故である。このダグラス DC-8の墜落により乗客乗員262人中、13人のアイスランド人の乗員のうち8人、5人の予備の乗員、および南ボルネオからの170人（大半はインドネシア人）のムスリム巡礼者、合わせて183人が死亡した。スリランカ当局による公式報告書は考えられる事故原因としてアプローチ手順に従わなかった乗員の失敗を挙げた。しかし、アメリカおよびアイスランド当局は空港の欠陥機器と航空交通管制ミスが事故原因であると公式に主張した。この事故はアイスランドの航空史においてはるかに最悪な事故であり、スリランカの航空においては4年前に発生したマーティンエアー138便墜落事故に次いで最悪な事故である。
同便はサウジアラビアのジッダを出発しインドネシアのスラバヤへ向かう途中であった。同便は途中で燃料補給および乗員の交代のためにコロンボ-バンダラナイケ国際空港へ着陸することになっていた。雷雨がこの地域にあり、ウインドシアが問題であった。

## 機体
事故機はメッカ巡礼用の運航 (Hajj operations) のためにチャーターされたDC-8であった。事故機の機体記号はTF-FLAであり、機体名は「レイファー・エリクソン」 ("Leifur Eiríksson") であった。